# Lardera (Italie)
Lardera (en lodigiano : Lardéra) est une frazione de la commune de Cornovecchio, dans la province de Lodi, en Lombardie (Italie).

## Histoire
Lardera est une localité agricole attestée depuis le XIe siècle. Le territoire municipal comprend aussi la zone de Cassina Campagnola.
À l'époque de Napoléon (1809-1815), Lardera est un hameau de Corno Giovine, récupérant son autonomie avec la création du royaume de Lombardie-Vénétie.
Durant la campagne d'unification de l'Italie (1861), le hameau compte 264 habitants. En 1866, il est uni à Cornovecchio, à la suite du décret royal n° 3197 du 1er août 1866.
Le hameau agricole est l'une des fermes les plus importantes de Cornovecchio et est géré par une unique famille.
Au début du XXIe siècle, la commune agricole se trouve sur le territoire du parc de l'Adda Sud (it).